# Bulbophyllum multiflexum
Bulbophyllum multiflexum är en orkidéart som beskrevs av Johannes Jacobus Smith. Bulbophyllum multiflexum ingår i släktet Bulbophyllum och familjen orkidéer. Inga underarter finns listade i Catalogue of Life.